# Аканбарак
Аканбара́к (каз. Ақанбарақ) — село у складі району Шал-акина Північноказахстанської області Казахстану. Входить до складу Аютаського сільського округу, раніше було центром ліквідованої Мар'євської сільської ради.
Населення — 688 осіб (2021; 824 у 2009, 1071 у 1999, 1463 у 1989).
Національний склад станом на 1989 рік:
- росіяни — 55 %
- казахи — 29 %.